# Рафаил (Огородников)
Иеромонах Рафаил (в миру Борис Иоильевич Огородников; 10 мая 1951, Чистополь — 18 ноября 1988, Новгородский район, Новгородская область) — священник Русской православной церкви,

## Биография
Родители: директор мебельной фабрики Иоиль Максимович и учитель Маргарита Емельяновна. Младший из троих братьев. Старший брат — комсомольский лидер, средний брат, Александр Огородников — известный советский диссидент, российский политик, один из основателей христианско-демократического движения в России.
Борис Огородников принимал активное участие в деятельности БКД (Боевая Комсомольская Дружина — вариант ДНД, Добровольная народная дружина), которую в их родном городе организовал Александр Огородников. Борис был командиром пятёрки, и по свидетельству брата «отличался смелостью, бескомпромисностью и сопереживанием к горющим». Деятельность БКД была настолько успешной и эффективной, что о братьях Огородниковых и их товарищах по Дружине написала центральная газета «Комсомольская правда».
В 1967 году по окончании 9 классов средней школы Борис пошёл работать на Чистопольский часовой завод токарем, несмотря на то, что происходил из достаточно обеспеченной семьи. Активно занимался велоспортом, стал мастером спорта и завоевал звание чемпиона России среди юниоров в 1968 г. Помимо велоспорта увлекался автомобильными гонками, участвовал в соревнованиях. Увлечение скоростью он пронёс через всю свою жизнь. Ушел из большого спорта накануне первого выступления в международных гонках за рубежом, объяснив это тем, что «не желает становиться машиной по переработке пищи».
Был призван на срочную военную службу, с 1969 по 1971 год служил на Дальнем Востоке, в пограничных войсках. Будучи успешным спортсменом, начал службу в спортроте, но закончил её «на губе», проведя в общей сложности около трети срока службы на гауптвахте из-за защиты молодых солдат от произвола старослужащих — внеуставных отношений (дедовщины). Когда произошёл пограничный конфликт на острове Даманский, пограничник Огородников проходил срочную службу именно там. Однажды во время его очередного нахождения на гауптвахте китайцы совершили нападение на его военную часть. Почти все его товарищи по оружию погибли, а будущий Иеромонах Рафаил чудом остался жив. Демобилизовался в звании сержанта, несмотря на своё бунтарство даже имел правительственные награды.
В 1972 году после сдачи экзаменов был зачислен в Московский институт стали и сплавов, откуда был исключён в 1973 году.
В 1974 году поступал в Московскую Духовную Семинарию, но не был принят на том основании (сугубо формальном), что не был официально отчислен из рядов ВЛКСМ. В том же году наместником Псково-Печерского монастыря архимандритом Алипием был принят в братию.
В 1975 году принял постриг с именем Рафаил и был рукоположён в иеродиаконы. Имя «Рафаил» (в честь архангела Рафаила) даётся в Православии монахам при постриге исключительно редко, причина выбора его архимандритом Гавриилом, носившим имя другого архангела, неизвестна. Вот так вспоминает о постриге будущего монаха в книге «Несвятые святые» архимандрит Тихон (Шевкунов): «В монастыре Бориса сразу выделил из общей толпы паломников Великий Наместник Архимандрит Алипий (Воронов). Ответственные товарищи, приставленные к Псково-Печерскому монастырю, предупредили отца Алипия, чтобы тот ни в коем случае не брал к себе героя-пограничника. Архимандрит Алипий, тогда уже смертельно больной, внимательно выслушал их и на следующий день издал указ о зачислении в обитель послушника Бориса Огородникова. Этот указ был чуть ли не последним, подписанным архимандритом Алипием. Вскоре он умер, и постригал в монашество послушника Бориса уже новый наместник — архимандрит Гавриил (Стеблюченко)». Тихон (Шевкунов) в книге «Несвятые святые» объясняет, почему КГБ согласилось на рукоположение отца Рафаила: в комитете было известно о его близкой духовной и идеологической связи с братом-диссидентом, в том время уже приобретавшим известность как в стране, так и за её пределами. У них был практически одинаковый жизненный путь, близкие взгляды, и было ясно, что в случае, если Бориса не возьмут в монастырь, он мог присоединиться к Александру. После его рукоположения Александру дали понять, что приезжать в монастырь не стоит, во избежание неприятностей новорукоположенному монаху. Тем не менее, братья поддерживали связь: отец Рафаил ездил к Александру в отпуск, направлял к нему некоторых паломников.
В 1976 году митрополитом Псковским и Порховским Иоанном (Разумов) рукоположен в сан иеромонаха. Он стал духовным чадом архимандрита Иоанна (Крестьянкина). Отец Рафаил неоднократно допрашивался органами КГБ по делу его брата Александра Огородникова, и за отказ дать показания в 1980 году изгнан из монастыря. Одно время не имел прихода и практически скитался по стране, что не помешало ему продолжать служение везде, где выпадала возможность.
С 1984 году служил в храме города Порхова Псковской области. Всегда ходил в рясе. Булат Окуджава давал ему машину, и он на ней приезжал в маленькие городки, где не было храмов: супруга Булата Шалвовича Ольга была одним из духовных чад отца Рафаила. Позже, продав иностранный магнитофон, который подарил ему перед очередным арестом брат, он на вырученные деньги купил себе машину марки «Запорожец». Её он выкрасил в чёрный «монашеский» цвет, и пользуясь своими знаниями в автоделе форсировал (провёл тюнинг мотора), позволивший батюшке на своей машине обгонять другие автомобили советского производства, в том числе и автомобили ГАЗ-24, которые по службе полагались советской номенклатурной элите средних рангов. Но в отличие от многих священнослужителей, отец Рафаил не крестил сразу, а сначала беседовал, а иногда мог сказать: «Нет, ты не готов, я приеду в следующий раз только ради тебя». Масса духовных чад у него возникла и среди московской интеллигенции, и среди хиппи, и в среде рабочих и служащих.
Как писал о нём архимандрит Тихон (Шевкунов) в книге «Несвятые святые»: «Особым талантом в написании проповедей к церковным праздникам отец Рафаил не отличался, как не замечали за ним и выдающегося ораторского дара во время обращения к своему приходу с амвона. В чем же был секрет такого необыкновенного воздействия отца Рафаила на души людей? Чем он занимался помимо обычной для деревенского священника церковной службы по праздникам и воскресным дням? Ответить на этот вопрос нетрудно. Те, кто были с ним знакомы, скажут, что отец Рафаил в основном занимался лишь тем, что пил чай. Со всеми, кто к нему приезжал. И всё. Хотя нет! Иногда он ещё ремонтировал свой чёрный „Запорожец“, чтобы было на чём поехать к кому-нибудь в гости — попить чайку. Вот теперь действительно всё! С точки зрения внешнего мира, это был самый настоящий бездельник. Некоторые его так и называли. Но, по видимому, у отца Рафаила была какая-то особая договоренность с Господом Богом. Поскольку все, с кем он пил чай, становились православными христианами. Все без исключения! От ярого безбожника или успевшего полностью разочароваться в церковной жизни интеллигента до отпетого уголовника. Не знаю ни одного человека, кто, познакомившись с отцом Рафаилом, после этого самым решительным образом не возродился бы к духовной жизни».

## Смерть
Ранним утром 18 ноября 1988 года поехал к себе на приход и разбился на 415 километре Ленинградского шоссе под Новгородом. Брат Иеромонаха Рафаила Александр высказывал сомнения по поводу официальной версии смерти Иеромонах Рафаила — несчастном случае на дороге: «Доказать это сложно, но некоторые обстоятельства его гибели действительно очень и очень настораживают. Во-первых, о возможной опасности его трижды предупреждал нынешний митрополит Санкт-Петербургский Владимир. Отец Рафаил подавал очень плохой пример остальным священникам, например, он не ехал по вызову уполномоченного по делам религий, и уполномоченному приходилось ехать к нему самому. Понятно, что власти ненавидели его. Шёл 88-й год, и мы только что провели альтернативное официальному празднование 1000-летия Крещения Руси, в нём участвовали гонимые священники и отец Рафаил тоже. После его смерти местные жители, когда мы пытались узнать у них обстоятельства трагедии, избегали разговоров с нами. К тому же брат был опытным водителем, и по некоторым деталям катастрофы возникало впечатление, что его машину толкнули специально. Но подтвердить это документально мы не можем».
Расследование практически не проводилось, и водитель грузового автомобиля — другого участника ДТП, был сразу же отпущен, что не соответствует обычной практике тех лет, тем более учитывая летальный исход происшествия.

## Память
В книге архимандрита Тихона (Шевкунова) «Несвятые святые» и другие рассказы, впервые изданной в 2011 году, несколько глав посвящено иеромонаху Рафаилу; ему посвящён и рассказ «Несвятые Святые», давший название всей книге, который завершается таким рассуждением автора о иеромонахе Рафаиле: «мы видели в нём удивительный пример живой веры. Эту духовную силу не спутаешь ни с чем, какими бы чудачествами или слабостями не был порой отягощен человек, такую веру обретший. За что мы все так любили отца Рафаила? И хулиганом он был, и проповедь путно сказать не мог, и со своей машиной зачастую возился больше, чем с нами. А вот не стало его, и как тоскует о нём душа!»
Могила отца Рафаила постепенно становится местом паломничества, каждый год всё больше людей приезжают поклониться ему.
18 ноября 2018 года митрополит Псковский и Порховский Тихон (Шевкунов) совершил заупокойную литию на могиле иеромонаха Рафаила (Огородникова). Почтить память отца Рафаила в день 30-летия преставления его ко Господу на его могилу за алтарем собора Рождества Иоанна Предтечи в городе Порхов собрались многочисленные духовные чада батюшки и местные жители, а также священнослужители Порховского благочиния епархии.